# Pseudoclanis lautus
Pseudoclanis lautus är en fjärilsart som beskrevs av Jordan 1920. Pseudoclanis lautus ingår i släktet Pseudoclanis och familjen svärmare. Inga underarter finns listade i Catalogue of Life.